# Novi Vrh
Novi Vrh je naselje v Občini Apače.